# بيتر لونش
بيتر لونش (بالإنجليزية: Peter Lynch)‏ هو خبير مالي أمريكي، ولد في 19 يناير 1944 في الولايات المتحدة.